# Agern (restaurant)
Agern var en amerikansk restaurant, beliggende i Grand Central Terminal i New York City. Restauranten blev drevet af køkkenchef Gunnar Gíslason, og var ejet af Claus Meyer. Den åbnede i april 2016 og blev i november 2016 tildelt én stjerne i Michelinguidens New York-udgave. 
I marts 2017 blev restauranten imidlertid ramt af en vandskade og måtte lukke. Restauranten åbnede ikke igen. 

## Historie
Som en del af en stor satsning på mad i New York, åbnede Claus Meyer den 26. april 2016 restauranten på byens berømte banegård Grand Central Terminal på Manhattan. Køkkenchef blev islandske Gunnar Gíslason, og madstilen skulle være det nye nordiske køkken. I august gav The New York Times berømte anmelder Pete Wells restauranten tre ud af fire stjerner, og kaldte den "fremragende". Financial Times havde nogle uger før også haft rosende ord i deres avis.
Knap syv måneder efter åbningen af restauranten, blev den i november 2016 tildelt én stjerne i Michelinguidens New York-udgave. I december kom Agern ind på en femteplads på New York Times eksklusive top 10 over restauranter i New York i 2016.
En vandskade i marts 2017 førte til, at restauranten måtte lukke. 